# Југ Богдановац
Југ Богдановац је насеље у Србији у општини Мерошина у Нишавском округу. Према попису из 2022. било је 421 становника (према попису из 1991. било је 551 становника).

## Демографија
У насељу Југ Богдановац живи 371 пунолетни становник, а просечна старост становништва износи 42,0 година (40,2 код мушкараца и 43,8 код жена). У насељу има 147 домаћинстава, а просечан број чланова по домаћинству је 3,22.
Ово насеље је углавном насељено Србима (према попису из 2002. године), а у последња три пописа, примећен је пад у броју становника.
|  |

| Демографија | Демографија | Демографија |
| Година      | Становника  | Становника  |
| ----------- | ----------- | ----------- |
| 1948.       | 592         |             |
| 1953.       | 643         |             |
| 1961.       | 646         |             |
| 1971.       | 606         |             |
| 1981.       | 578         |             |
| 1991.       | 551         | 547         |
| 2002.       | 474         | 505         |
| 2011.       | 493         |             |

| Етнички састав према попису из 2002.‍ | Етнички састав према попису из 2002.‍ | Етнички састав према попису из 2002.‍ | Етнички састав према попису из 2002.‍ | Етнички састав према попису из 2002.‍ |
| ------------------------------------ | ------------------------------------ | ------------------------------------ | ------------------------------------ | ------------------------------------ |
|                                      |                                      |                                      |                                      |                                      |
| Срби                                 | Срби                                 |                                      | 399                                  | 84,17%                               |
| Роми                                 | Роми                                 |                                      | 72                                   | 15,18%                               |
| Македонци                            | Македонци                            |                                      | 2                                    | 0,42%                                |
| непознато                            | непознато                            |                                      | 1                                    | 0,21%                                |

| Година пописа     | 1948. | 1953. | 1961. | 1971. | 1981. | 1991. | 2002. |
| ----------------- | ----- | ----- | ----- | ----- | ----- | ----- | ----- |
| Број домаћинстава | 85    | 106   | 121   | 140   | 155   | 156   | 147   |

| Број чланова      | 1  | 2  | 3  | 4  | 5  | 6  | 7 | 8 | 9 | 10 и више | Просек |
| ----------------- | -- | -- | -- | -- | -- | -- | - | - | - | --------- | ------ |
| Број домаћинстава | 25 | 47 | 14 | 21 | 15 | 21 | 4 | 0 | 0 | 0         | 3,22   |

| Пол    | Укупно | Неожењен/Неудата | Ожењен/Удата | Удовац/Удовица | Разведен/Разведена | Непознато |
| ------ | ------ | ---------------- | ------------ | -------------- | ------------------ | --------- |
| Мушки  | 196    | 47               | 125          | 19             | 4                  | 1         |
| Женски | 198    | 34               | 125          | 36             | 3                  | 0         |
| УКУПНО | 394    | 81               | 250          | 55             | 7                  | 1         |

| Пол    | Укупно                    | Пољопривреда, лов и шумарство | Рибарство                            | Вађење руде и камена | Прерађивачка индустрија       |
| ------ | ------------------------- | ----------------------------- | ------------------------------------ | -------------------- | ----------------------------- |
| Мушки  | 84                        | 26                            | 0                                    | 0                    | 19                            |
| Женски | 32                        | 14                            | 0                                    | 0                    | 6                             |
| УКУПНО | 116                       | 40                            | 0                                    | 0                    | 25                            |
| Пол    | Производња и снабдевање   | Грађевинарство                | Трговина                             | Хотели и ресторани   | Саобраћај, складиштење и везе |
| Мушки  | 0                         | 7                             | 5                                    | 1                    | 11                            |
| Женски | 0                         | 0                             | 2                                    | 1                    | 0                             |
| УКУПНО | 0                         | 7                             | 7                                    | 2                    | 11                            |
| Пол    | Финансијско посредовање   | Некретнине                    | Државна управа и одбрана             | Образовање           | Здравствени и социјални рад   |
| Мушки  | 0                         | 0                             | 4                                    | 5                    | 0                             |
| Женски | 0                         | 0                             | 0                                    | 3                    | 5                             |
| УКУПНО | 0                         | 0                             | 4                                    | 8                    | 5                             |
| Пол    | Остале услужне активности | Приватна домаћинства          | Екстериторијалне организације и тела | Непознато            | Непознато                     |
| Мушки  | 1                         | 0                             | 0                                    | 5                    | 5                             |
| Женски | 0                         | 0                             | 0                                    | 1                    | 1                             |
| УКУПНО | 1                         | 0                             | 0                                    | 6                    | 6                             |